# 스타게이트 (영화)
《스타게이트》(영어: Stargate)는 1994년에 공개된 미국과 프랑스의 SF 모험 영화이다.

## 개요

스타게이트

영화와 그 파생 작품들은 이집트에서 발견된 의문의 원형 유적 스타게이트를 중심으로, 그것을 관리하는 조직의 대원들의 활동을 그리고 있다.
영화 감독은 인디펜던스 데이 등 유명 작품을 만들었던 롤랜드 에머리히(Roland Emmerich)이다. 그가 수년동안 기획한 아이디어가 기반이 되어 영화가 제작되었고, 그 후속편으로 TV 드라마 스타게이트 SG-1, 스타게이트 아틀란티스가 종영되고, 현재 스타게이트 유니버스가 방영되고 있다. 또한 비디오 게임이나 애니메이션도 제작되고 있다.

## 한국어 더빙 성우진 (KBS, 1996년 8월 15일)
- 장세준 - 대니얼 잭슨 (제임스 스페이더)
- 엄주환 - 잭 오닐 (커트 러셀)
- 이선영 - 캐서린 랭포드 (비프카 린드포스)
- 안종국
- 황정란
- 장승길
- 강구한
- 유동현
- 박은경
- 문관일
- 서문석

## 스타게이트 (장치)
스타게이트는 웜홀을 생성하는 고리형 장치이다. 직경은 6.7m, 무게는 29톤, 주재질은 나콰다이다. 외부 고리에는 일정한 간격으로 쉐브론(chevrons) 9개가 있고 내부 고리에는 39개의 문자가 양각으로 표시되어 있다. 스타게이트는 초전도체 역할을 하며 정상적으로 동작하면 다른 스타게이트로 이어지는 인공 웜홀이 생성된다. 이를 통해 단방향 여행이 가능하다. 스타게이트 주소는 7개의 문자 조합으로 이루어진다. 이중 6개는 도착지점을 나타내는 좌표이고 나머지 1개는 출발지점을 나타낸다. 동력원을 확장하면 8개의 문자 조합으로 더 먼 지역까지 갈 수 있다.

지구를 나타내는 문자

## 같이 보기
- 스타게이트 SG-1
- 스타게이트 아틀란티스
- 스타게이트 유니버스
- 스타게이트에 등장하는 기술